# Ерёмин, Пётр Антонович
Пётр Анто́нович Ерёмин (16 июня 1897 — 9 октября 1987) — советский военачальник, генерал-майор, участник Первой мировой, Гражданской и Великой Отечественной войн.

## Биография
Родился 16 июня 1897 года в с. Вауч в Новгородской губернии.
Окончил коммерческое училище в 1915 году и Иркутское военное училище в 1916. Участник Первой мировой войны с октября 1915 г. по декабрь 1917 г. Воинское звание — поручик, командир роты.
В РККА вступил в 1918 году. Командовал батальоном 264-го стрелкового полка и в 1922 году приказом РВСР № 12 был награждён орденом Красного Знамени.
В 1930-х гг. преподавал тактику в военной академии имени М. В. Фрунзе в Москве.
7 августа 1941 года, после начала Великой Отечественной войны, полковнику Петру Еремину поручено формирование 328-й стрелковой дивизии, которой он командовал с 26 августа 1941 года по 7 апреля 1942. С начала декабря 1941 года дивизия принимает участие в боях на Западном фронте. За 4 месяца боев 328-я стрелковая дивизия под командованием Еремина освободила от фашистов более 100 населенных пунктов Тульской, Орловской и Калужской областей, в том числе города Михайлов, Донской и Белёв.
7 апреля 1942 года Пётр Ерёмин был тяжело ранен недалеко от деревни Думиничи во время осмотра мест переправы через Жиздру для наступления танков 146-й танковой бригады. После лечения продолжил службу и 4 августа 1942 года получил звание генерал-майора. По состоянию здоровья не принимал участия в военных действиях и возглавил военное пехотное училище.
С 17 сентября 1943 по 25 сентября 1944 года Пётр Ерёмин был первым начальником Харьковского суворовского военного училища, располагавшегося в городе Чугуев. С 25 сентября 1944 по 18 июля 1946 — начальник Калининского суворовского военного училища.
24 июня 1945 года был командиром сводного расчета суворовских военных училищ на историческом параде Победы.
С 18 июля 1946 года в распоряжении Управления кадров Сухопутных войск.
Уволен в запас по болезни 10 октября 1946 года.
Умер 09.10.1987 в возрасте 90 лет. Похоронен в Москве.
Почетный Гражданин города Донской Тульской области (за большой личный вклад в освобождение города от немецко-фашистских захватчиков).

## Награды
Награждён орденом Ленина, тремя орденами Красного Знамени, орденом Отечественной войны I степени (1985), медалью «XX лет РККА».

## Фото
- https://web.archive.org/web/20170221122518/http://www.kadet.ru/lichno/Tolok/Suv_nah/Kiev/Kiev.htm